# Șuvara Sașilor
Șuvara Sașilor este o arie protejată de interes național ce corespunde categoriei a IV-a IUCN (rezervație naturală de tip botanic), situată în sudul Transilvaniei, pe teritoriul județului Sibiu.

## Localizare
Aria naturală se află în extremitatea sudică a județului Sibiu, pe teritoriul administrativ vestic al orașului Tălmaciu (pe terasa sudică a râului Sadu), în apropierea drumului județean DJ105G, care leagă localitatea Sadu de Tălmaciu.

## Descriere

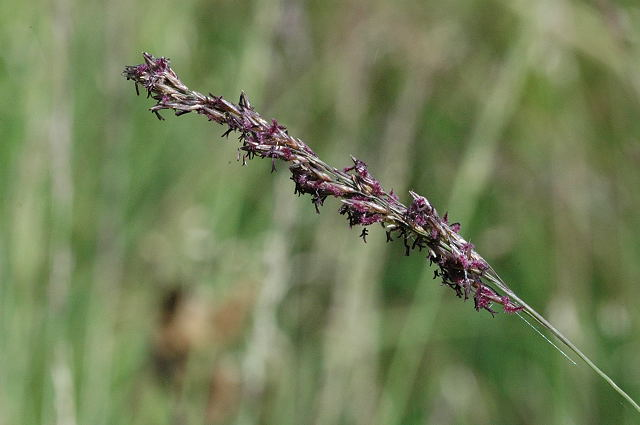
Șuvară (Molinia caerulea)

Rezervația naturală a fost declarată arie protejată prin Legea nr. 5 din 6 martie 2000, publicată în Monitorul Oficial al României, nr. 152 din 12 aprilie 2000, privind aprobarea Planului de amenajare a teritoriului național - Secțiunea a III-a - zone protejate și are o suprafață de 20 ha. Aceasta este inclusă în situl de importanță comunitară Frumoasa și a fost desemnată ca rezervație naturală în scopul protejării și conservării anumitor specii din flora spontană a împrejurimii Cindrelului.
Rezervația naturală (un fost teren ce a aparținut sașilor din zonă) reprezintă o arie cu pâlcuri de mesteacăn argintiu (Betula pendula), arin (Alunus glutinosa) sau zălog și fânețe ce adăpostec specii floristice rare; dintre care unele protejate la nivel european prin Directiva 92/43/CE (anexa I) din 21 mai 1992 - privind conservarea habitatelor naturale și a speciilor de faună și floră sălbatică); astfel: șuvară (Molinia caerulea), narcisă (Narcissus stellaris), gladiolă (Gladiolus imbricatus), iris (Iris sybirica), brândușelele (Crocus banaticus), gențiană (Gentiana pneumonaunthe), mărarul porcului (Peucedanum rochelianum); precum și mai multe specii de orhidee (Orchis incarnata, Orchis laxiflora, Orchis transillvanica).

## Distrugere
În aprilie 2019 o parte din rezervație a fost arată cu plugul. Specialiștii au aproximat că în condiții ideale  lotul respectiv s-ar putea reface în cel puțin 20-25 de ani. Ariile protejate și parcurile naturale ale României au rămas lipsite de protecție reală din vara anului 2018 când guvernul condus de Viorica Dăncilă a adoptat ordonanța de urgență 75/2018 prin care custozii ariilor naturale protejate au fost înlocuiți în misiunea lor de cei ai unei agenții guvernamentale, lăsând aceste areale neprotejate. 